# Ramón Quadreny
Ramón Quadreny Orellana (Barcelona, 1892 - ibídem, 1961) fue un actor, director y guionista español.  Estuvo activo en el teatro y el cine, principalmente durante las décadas de 1910 a 1950.

## Biografía

### Inicios en el teatro
Quadreny comenzó su carrera artística como actor teatral.  Formó parte de las compañías de destacados actores y directores de la escena catalana, como Enric Borràs y Margarita Xirgu, así como de la compañía de Ricardo Calvo.  En la década de 1920, formó su propia compañía teatral junto con su esposa, la actriz María Fortuny.

### Carrera cinematográfica
A partir de 1915, Quadreny comenzó a actuar en películas mudas para la productora Studio Films.  Trabajó con directores como Godofredo Mateldi (Redención, 1915) y Joan Maria Codina y Joan Solà Mestres (Codicia, 1918; El botón de fuego, 1919).
Para Royal Films, la productora de Ricardo de Baños, actuó en Juan José (1917), Los arlequines de seda y oro (1919) y Don Juan Tenorio (1922), todas dirigidas por Ricardo de Baños.
Con la llegada del cine sonoro, Quadreny se dedicó al doblaje.  En 1937, durante la Guerra Civil Española, dirigió su primer cortometraje documental, En la brecha, financiado por el SIE Films (Sindicato de la Industria del Espectáculo), controlado por la CNT.
Después de la guerra, Quadreny se centró en su carrera cinematográfica como director, guionista y actor.  En 1940, dirigió su primer largometraje, La alegría de la huerta, una adaptación de la zarzuela homónima.
Durante la década de 1940, dirigió varias películas, en su mayoría comedias, a menudo adaptadas de obras teatrales o novelas de la época.  Muchas de estas películas fueron protagonizadas por la actriz Josita Hernán.  Entre sus películas de este período se encuentran:
- Muñequita (1940)
- Sangre en la nieve (1942)
- Mi enemigo y yo (1943)
- La chica del gato (1943)
- Una chica de opereta (1944)
- Ángela es así (1945)
- Eres un caso (1946)

Después de su etapa como director, Quadreny continuó actuando en papeles secundarios en películas como El señor Esteve (Edgar Neville, 1948), Camino cortado (Ignacio Farrés Iquino, 1955) y Sucedió en mi aldea (Antonio Santillán, 1954).  Su última aparición en el cine fue en Julia y el celacanto de Antonio Momplet (1961).

## Vida personal
Estuvo casado con la actriz María Fortuny.  Su hija, María Quadreny, también fue actriz, y su hijo, Ramón Quadreny Fortuny, fue montador de cine.

## Filmografía como director
- 1937 - En la brecha (cortometraje documental)
- 1940 - La alegría de la huerta
- 1941 - El trece mil
- 1942 - Sangre en la nieve
- 1943 - Mi enemigo y yo
- 1943 - La chica del gato
- 1944 - Una chica de opereta
- 1945 - Ángela es así
- 1945 - Eres un caso